# Зоттман, Джордж
Джордж Зоттман родился в 1867 году. В начале своей карьеры работал молочником, но спустя несколько лет стал профессиональным атлетом и начал давать представления сначала в музее монет, а потом в качестве циркового силача на ярмарках и городских праздниках. Коронным трюком Зоттмана был толчок одной рукой гантели весом 80 кг сидя на стуле, чего с тех пор не удавалось достичь никому другому. Объем бицепса у него составлял почти 60 см, а обхват предплечья — 40 см. В расцвете сил Джордж Зоттман весил 98 кг при росте 178 см.
К концу 1890-х он выступал в Театре на Жирар-авеню. В 1890 году он завоевал титул самого сильного мужчины Америки. В 1896 году газета The Times описала его как «местного Геракла», а The Philadelphia Inquirer- как «великана, и величайшего силача своего времени». Джордж Зоттман после завершения своей карьеры стал менеджером театра на Жирар-авеню, пока не вышел на пенсию в 1932 году. За свою жизнь Зоттман приобрел пять объектов недвижимости в Филадельфии. На момент смерти его состояние оценивалось в 20 000 долларов. Он умер 27 июля 1942 года в Филадельфии. Его состояние было разделено между его друзьями, местной католической церковью и приютом.

## Подъем на бицепс Зоттмана
В историю бодибилдинга Зоттман вошёл благодаря необычному упражнению для рук, выполняемому с гантелями. Сгибания Зоттмана представляет собой двухтактное движение, начинающееся, как подъем гантелей на бицепс обычным пронированным хватом. По достижении прямого угла в локтях руки разворачиваются ладонями вниз (супинируются) и опускаются в исходное положение ладонями вниз. Благодаря этому развороту в работу за одно упражнение включаются сразу бицепс, брахиалис и мышцы предплечья. Сгибания Зоттмана относятся к силовым упражнениям и служат для развития силы и выносливости мышц рук.

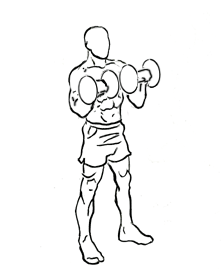
Подъем на бицепс Зоттмана